# Масштаб репродуцирования
Масштаб репродуцирования – отношение линейных размеров копии и оригинала. В свою очередь линейный размер зависит от скорости развертки и её продолжительности. Поэтому масштаб можно трактовать и как отношение произведений скорости развертки и времени копии к оригиналу. На практике либо фиксируют отношение времен, тогда масштаб репродуцирования определяется отношением скоростей (скорости развертки копии к скорости развертки оригинала), либо фиксируют отношение скоростей, тогда масштаб репродуцирования определяется отношением времени (времени развертки копии к времени развертки оригинала).

## Механическое масштабирование
В основе механического масштабирования лежит фиксация отношения времен, обеспечивая при этом изменение отношения скоростей. В системах с разверткой на цилиндр скорость записывающей головки обычно постоянна, а масштабирование происходит за счёт изменения скорости считывающей головки. Однако изменение масштаба в горизонтальном направлении (направлении строки по окружности цилиндра) большая техническая проблема.

## Электронное масштабирование
В основе электронного масштабирования лежит фиксация отношения скоростей. В этик системах скорость считывания равна скорости записи. После считывания строки происходит её аналогово-цифровое преобразование, после чего она посылается во временный накопитель. На следующем обороте цилиндра происходит вывод сигнала из временного накопителя. Этот сигнал управляет источником света, экспонирующем фотоплёнку. Таким образом изменяемым параметром была тактовая частота аналого-цифрового преобразователя. При этом скорость извлечения сигнала не менялась. Но изначально эту скорость можно было задать с учётом чувствительности фотоматериала, мощности источника света, скорости развертки, линеатуры растра и других важных параметров.